# Stictocephala diceros
Stictocephala diceros är en insektsart som beskrevs av Thomas Say. Stictocephala diceros ingår i släktet Stictocephala och familjen hornstritar. Inga underarter finns listade i Catalogue of Life.